# Diamant-Brauerei

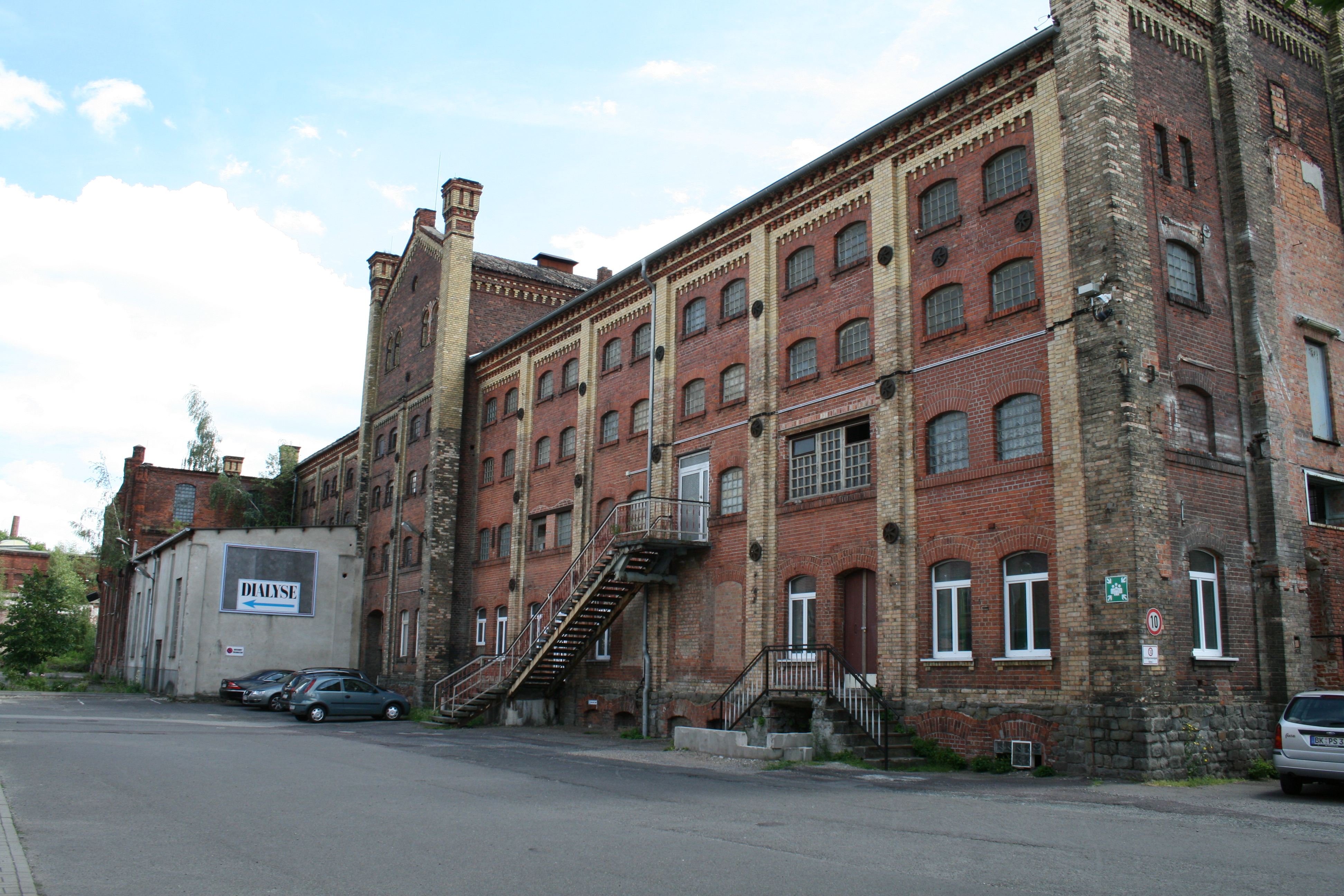
Gebäude der Diamant-Brauerei, 2011

Die Diamant-Brauerei war eine Bierbrauerei in Magdeburg, die 1947 durch Verstaatlichung aus einer Brauerei-Aktiengesellschaft hervorging und 1991 vom Braukonzern Brau und Brunnen übernommen wurde. Die Brauereianlage befand sich bis zur Schließung 1994 auf dem Grundstück Lübecker Straße 127/128 im Stadtteil Neue Neustadt.

## Geschichte

### Vorgänger 1841–1871

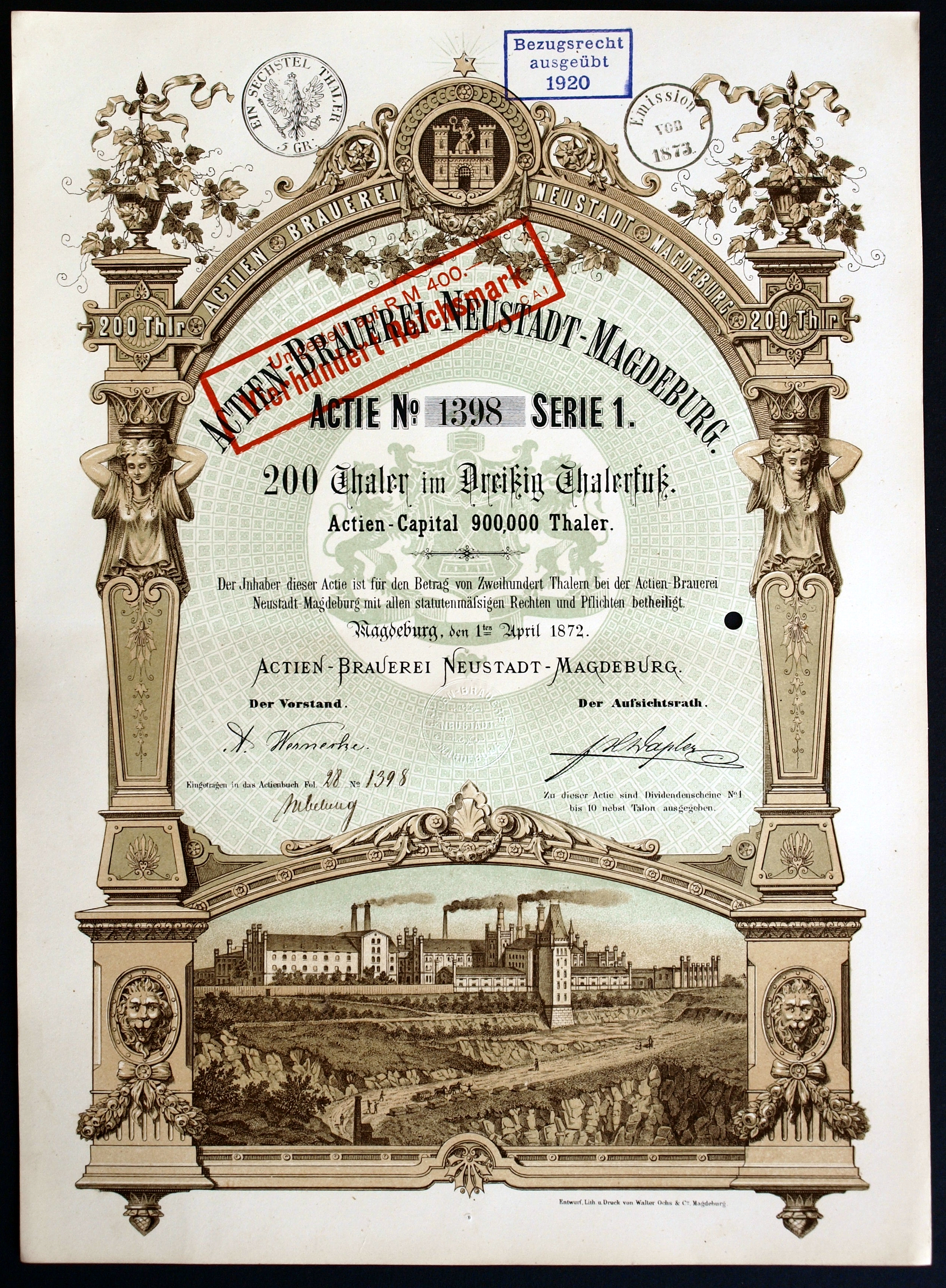
Aktie über 200 Thaler der Actien-Brauerei Neustadt-Magdeburg vom 1. April 1872

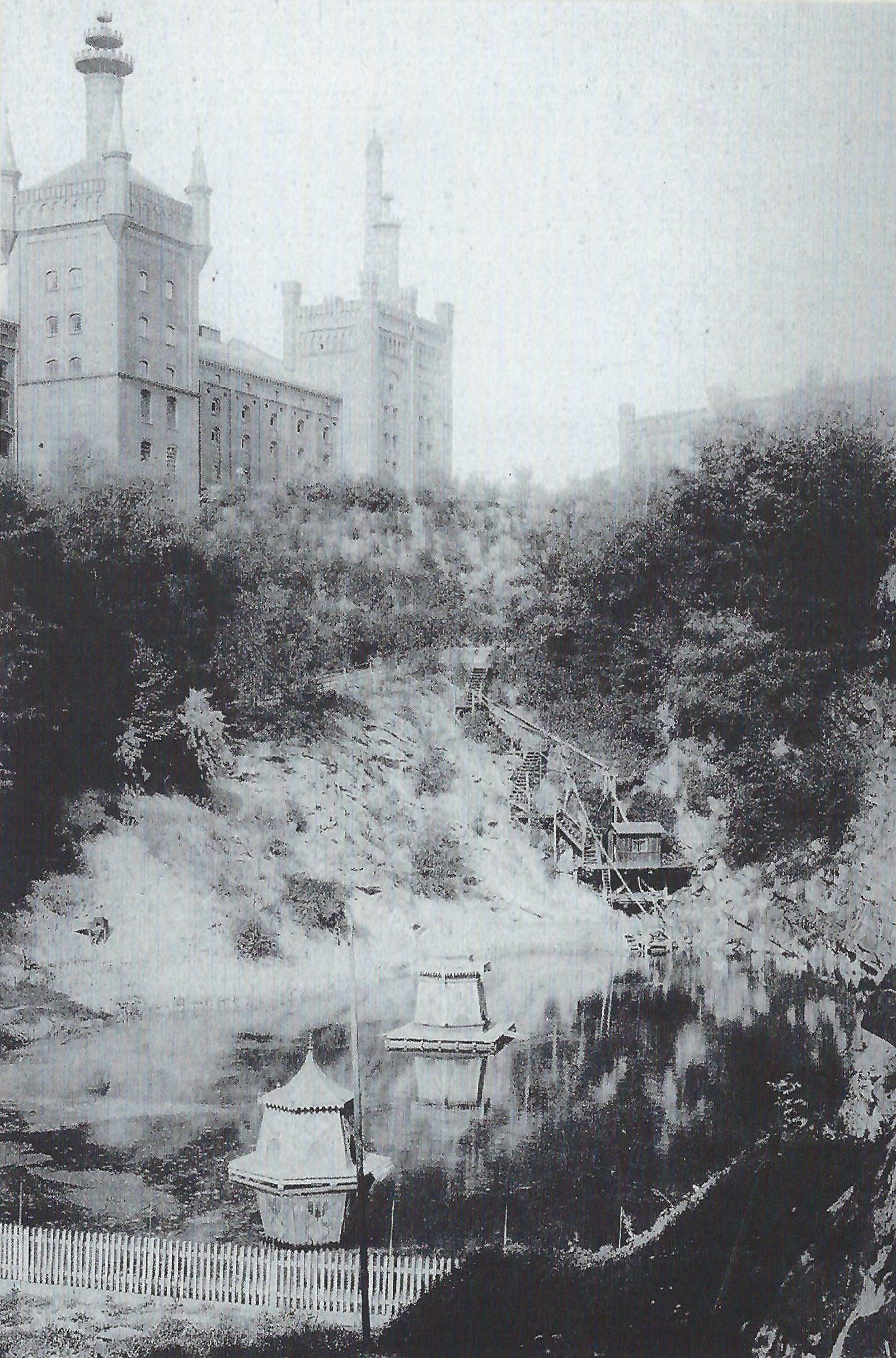
Actienbrauerei, Anfang der 1890er Jahre

Am 5. April 1841 gründeten die Brüder Albert und Hermann Wernecke in ihrem Elternhaus, dem Bayerischen Hof an der Berliner Straße in Magdeburg, die Brauerei A. &. H. Wernecke. Albert Wernecke war gelernter Brauer, sein Bruder hatte eine Ausbildung als Kaufmann im Getreide- und Bankgeschäft.
Bereits 1843 musste auf Grund der stetig steigenden Nachfrage für die Erhöhung der Produktionskapazität ein größeres Gelände in der Neustadt hinzugekauft werden. Im Gründungsjahr wurden 1383 Hektoliter Bier produziert, 1853 waren es 10.000 Hektoliter und 1870 waren es bereits 70.000 Hektoliter.
Da die Brauerei mittlerweile alle notwendigen Maschinen, Anlagen und Gebäude und auch eine eigene, 40 PS starke Dampfmaschine für den Brauerei-Betrieb besaß, wurde beschlossen, das Unternehmen in eine Aktiengesellschaft umzuwandeln. Der plötzliche Tod Hermann Werneckes und eine lange Krankheit seines Bruders Albert beschleunigten diese Pläne.

### Actien-Brauerei Neustadt-Magdeburg 1871–1947

Etikett Diamant-Bier der Actien-Brauerei Neustadt-Magdeburg, 1930er Jahre

Am 18. August 1871 wurde die Actien-Brauerei Neustadt-Magdeburg mit einem Grundkapital von 900.000 Talern bzw. 2,7 Millionen Mark gegründet. Zunächst wurde die Gesellschaft durch den erkrankten Albert Wernecke geleitet. 1876 ging die Leitung an Gustav Wernecke, einen Sohn des verstorbenen Hermann Wernecke, über. Dieser wurde bereits 1876 alleiniger Direktor. 1879 starb Albert Wernecke im Alter von nur 59 Jahren.
Durch Gustav Werneckes Engagement besaß die Brauerei in den 1880er Jahren als eine von wenigen in der Region ein eigenes Eishaus, eine Brunnenanlage, leistungsstarke Dampfmaschinen und eine eigene Mälzerei. Auch eine eigene Werksbahn verkehrte auf dem damals 77.000 m² großen Betriebsgelände. 1888 wurden 180 Mitarbeiter beschäftigt.
1905 erwarb die Brauerei die Feldschlößchen-Brauerei in Wittenberg mitsamt ihrer Mälzerei und bildete 1922 eine Interessengemeinschaft mit der Leipziger Bierbrauerei zu Reudnitz Riebeck & Co. AG in Leipzig mit gegenseitigen Beteiligungen. Nach dem Ersten Weltkrieg wurde auch die Cracauer Brauerei R. Sieger & Co. übernommen.
Mitte der 1920er Jahre besaß die Gesellschaft an Gastronomiebetrieben in Magdeburg neben dem Bayerischen Hof (dem Stammhaus der Familie Wernecke) auch den Fürstenhof, die Reichshalle und die Wilhelma. Den Vorstand bildeten zu dieser Zeit Tielko Heidebroek (zeitweise auch stellvertretender Direktor des Deutschen Brauer-Bunds) und Robert Litte, während Gustav Wernecke noch als Aufsichtsrats-Vorsitzender Einfluss auf das Unternehmen nahm. Um 1930 ersetzte Friedrich Scheffsky Heidebroek im Vorstand.
1937 wurde der Diamant als patentrechtlich geschützte Bildmarke in Verbindung mit der Wortmarke Diamantbier eingeführt. Weit über die Grenzen Magdeburgs bekannt wurde auch der Werbeslogan „Stadt und Land trinkt Diamant!“, der von dem Schriftsteller Bert Brennecke stammt.
1941 wurden 680 Mitarbeiter in der Brauerei beschäftigt. Damit und mit einer Jahresproduktion von fast 250.000 Hektolitern Bier war sie größter Brauereibetrieb in der Provinz Sachsen. Das Aktienkapital betrug seit der Überwindung der Hochinflation 3,4 Millionen Reichsmark (RM) und erhöhte sich 1942 durch eine Kapitalberichtigung (auf gesetzlicher Grundlage der Dividendenabgabeverordnung (DAV) vom 12. Juni 1941) auf 5,1 Millionen RM.

### VEB Diamant-Brauerei Magdeburg-Neustadt 1947–1990

Etikett der VEB Diamant Brauerei aus den 1950er Jahren

Durch den Zweiten Weltkrieg waren 70 % der baulichen Anlagen der Brauerei stark beschädigt und 30 % zerstört worden. Trotzdem wurde bereits ein Jahr später wieder 79.000 Hektoliter Bier gebraut. 1947 wurde die Brauerei enteignet und zum Volkseigenen Betrieb (VEB) umgewandelt, sie firmierte nun unter VEB Diamant-Brauerei Magdeburg-Neustadt.
Bereits 1955 konnten die Produktionszahlen der Vorkriegszeit wieder erreicht werden, ohne nennenswert in neue Technik zu investieren. Erst Anfang der 1960er Jahre wurden die Abfüllanlagen modernisiert und ein Kieselgurfilter sowie eine Pasteurisierungsanlage angeschafft. Ab 1961 wurde die Diamant-Brauerei als „Werk I“ Teil des neu gegründeten VEB Vereinigte Brauereien Magdeburg. („Werk II“ war die Börde-Brauerei (Brauerei Bodenstein) in der Alten Neustadt, „Werk III“ das Sudenburger Brauhaus im Magdeburger Stadtteil Sudenburg.)

Kwas-Etikett der VEB Diamant-Brauerei

Zu DDR-Zeiten wurde in der Diamant-Brauerei auch das in der Sowjetunion populäre Getränk Kwas gebraut.
Von 1973 bis 1976 entstand ein langjähriges Wahrzeichen der Brauerei: die 24 zylindrischen, 22 Meter hohen Gärtanks.
Kurz vor der Wende erreichte die Diamant-Brauerei als Kernbetrieb des 1969 gegründeten VEB Getränkekombinat Magdeburg einen Ausstoß von 550.000 Hektolitern Bier.

### Nach der Wende
Am 17. Januar 1991 wurde die Diamant-Brauerei 100%ige Tochter der ehemaligen Ersten Kulmbacher Aktienbrauerei (EKU) und somit Teil des Konzerns Brau und Brunnen. Bis 1994 wurde auf dem Betriebsgelände in der Neuen Neustadt Bier gebraut. Bis Ende der 1990er Jahre ließ die Brau und Brunnen Diamant-Bier noch in anderen zur Gruppe gehörenden Brauereien produzieren. Danach verschwand die Marke vom Markt.
Das Brauereigelände an der Lübecker Straße wurde größtenteils zu einer Industrieruine. Einige Flächen werden heute als Gewerbegebiet genutzt.

### Neuanfang
2005 wurde die Interessengemeinschaft Diamant-Brauerei Magdeburg als eingetragener Verein gegründet mit dem Ziel, in einem Museumsraum an die Geschichte der Diamantbrauerei zu erinnern.
Seit 2006 wurde in einem kleinen Gebäude direkt neben dem ehemaligen Brauereigelände von dem ehemaligen Produktionsleiter Braumeister Friedrich Sliva wieder Bier gebraut. Geschäftsführer Carsten Thiele und Bernd Fricke gründeten hier die Privatbrauerei Diamant Magdeburg GmbH. Mittlerweile ist diese Brauerei in das älteste erhaltene Brauerei-Gebäude umgezogen, das 1841 erbaut wurde.